# Benthobatis
Benthobatis ist eine Gattung aus der Ordnung der Zitterrochenartigen (Torpediniformes).

## Merkmale
Benthobatis-Arten sind kleine Rochen, die in der Regel nicht mal eine Länge von 35 cm erreichen. Nur eine der vier Arten wird 49 cm lang. Ihre Körperscheibe ist länglich oval und deutlich länger als breit. Ihre Länge liegt bei 36 bis 44 % der Gesamtlänge, während die Länge des Schwanzes 51 bis 62 % der Gesamtlänge ausmacht. Der Körper ist weich, auf beiden Körperseiten ohne Dornen; die Haut sitzt lose. Der Kopf ist schmal, das Rostrum abgerundet und mäßig bis sehr lang. Die Gesamtlänge des Kopfes liegt bei 27 bis 33 % der Gesamtlänge. Die Rochen, die im englischen Blindrays genannt werden, haben extrem reduzierte Augen, die möglicherweise ihre Seefähigkeit verloren haben. Sie sind von Haut überwachsen und von außen nicht sichtbar. Ihre Position wird nur durch je eine Pore vor den kleinen, ovalen Spritzlöchern markiert. Das fleischige Maul ist sehr klein; geöffnet formt es eine kurze Röhre. Im Oberkiefer befinden sich 9 bis 20 Zähne und 9 bis 22 im Unterkiefer. Die Zähne sind klein und quincunxartig angeordnet, wobei die mittleren Zähne größer sind als die äußeren. Die Zähne in beiden Kiefern sind ähnlich und besitzen eine schlanke Spitze auf einer breiten Basis. Die Nasenöffnungen sind klein, der Nasenvorhang ist sehr kurz. Die Kiemenschlitze sind klein und leicht gebogen. Kiemenrechen fehlen. Der Dritte ist der Größte. Die elektrischen Organe sind bohnenförmig und etwa 3 mal länger als breit. Sie liegen an der Basis der Brustflossen. Sie sind von der Unterseite durch die halbtransparente Haut der äußeren Brustflossen von außen sichtbar. Die Bauchflossen sind fleischig aber nicht besonders dick. Sie setzen kurz hinter dem Ende der Brustflossen an. Der Schwanz ist im körpernahen Abschnitt im Querschnitt rund und hinten, nah der Schwanzflosse seitlich abgeflacht. Auf dem Schwanz befinden sich zwei Rückenflossen, von denen die zweite etwas größer ist. Der Abstand zwischen die Rückenflossen ist etwa so lang wie die Basis der Rückenflossen. An den Seiten des Schwanzes befinden sich niedrige Hautfalten. Die paddelförmige Schwanzflosse ist lang und niedrig. Die Klaspern der Männchen sind lang und reichen mit zwei Drittel ihrer Länge über den hinteren Rand der Bauchflossen hinaus. Sie sind teilweise verkalkt und am Ende abgerundet.
Die Rückenseite ist einfarbig dunkelbraun bis schwärzlich-purpurn, an den Rändern der Flossen bei einigen Arten etwas heller. Die Unterseite ist einfarbig cremeweiß, rosabräunlich oder dunkelbraun.

## Arten
Zur Gattung Benthobatis gehören vier Arten:

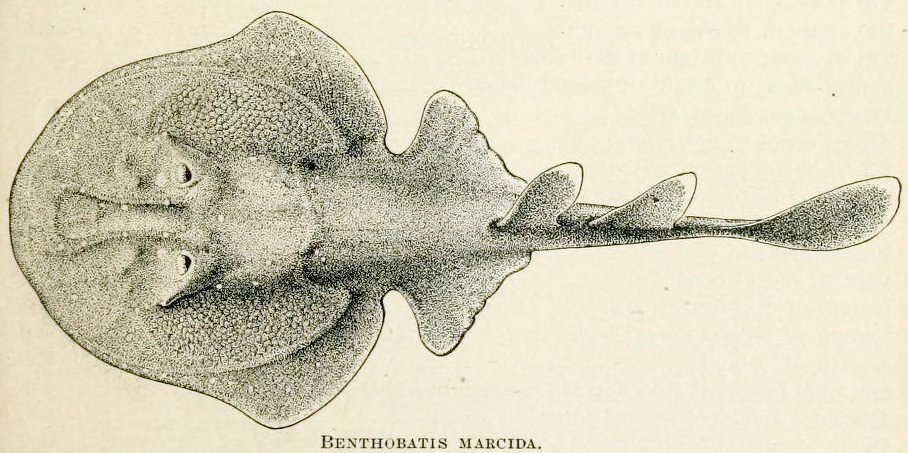
Benthobatis marcida

- Benthobatis kreffti Rincón, Stehmann & Vooren, 2001, westlicher Südatlantik
- Benthobatis marcida B. A. Bean & A. C. Weed, 1909, westlicher Nordatlantik
- Benthobatis moresbyi Alcock, 1898, Arabisches Meer und westlicher Indischer Ozean
- Benthobatis yangi M. R. de Carvalho, Compagno & Ebert, 2003, westlicher Nordpazifik

Da die Verbreitungsgebiete der vier bekannten Arten weit auseinander liegen, ist es wahrscheinlich, dass es dazwischen noch weitere, bisher unbekannte Benthobatis-Arten gibt.

## Belege
1. 1 2 3  David A. Ebert: Deep-sea Cartilaginous Fishes of the Indian Ocean. Volume 2 Batoids and Chimaeras. FAO Species Catalogue for Fishery Purposes No. 8, Vol. 2, E-ISBN 978-92-5-108453-3, Seite 22–23.
2. ↑  Benthobatis auf Fishbase.org (englisch)